# Valvin Muscat
Valvin Muscat ist eine Weißweinsorte. Sie wurde 1962 durch die amerikanischen Züchter Bruce Reisch und Thomas Henick-Kling neu gezüchtet.
Valvin Muscat ist eine Kreuzung zwischen Couderc 299-35 und Muskat-Ottonel. Es handelt sich dabei um eine komplexe Züchtung, in der Gene der Wildreben Vitis rupestris und Vitis vinifera vorhanden sind.
Entwickelt wurde die Neuzüchtung an der Cornell University in Geneva (dem  New York State Agricultural Experiment Station, Department of Pomology and Viticulture, also das Rebenzüchtungs-Institut im Bundesstaat New York). Die Universität liegt am südlichen Ende des Cayuga Lake. Erste Versuchsanpflanzungen wurden 1964 angelegt und größere Feldversuche liefen im Jahr 1969 an. Seit dem 7. Juli 2006 ist die Rebsorte für den gewerblichen Weinbau freigegeben.
Valvin Muscat verfügt über ein angenehmes Muskat-Aroma. Im nicht ganz vollreifen Zustand ähneln die Weine einem Gewürztraminer. Da es sich durch den Einfluss von Vitis rupestris um eine Hybridrebe handelt, ist sie für Qualitätsweine gemäß EU-Bestimmungen nicht zugelassen. Die wuchskräftige Sorte ist nicht sehr winterhart.
Siehe auch den Artikel Weinbau in den Vereinigten Staaten sowie die Liste von Rebsorten.
Synonym: NY 73.0136.17 und New York 73.0136.17
Abstammung: Couderc 299-35 × Muskat-Ottonel. Couderc 299-35 trägt manchmal den Synonymnamen Muscat du Moulin oder Couderc 19 und ist eine Kreuzung der Sorten Pedro Ximénez × Couderc 601.